# Феррер-Дальмау, Аугусто
Аугусто Феррер-Дальмау Ньето (исп. Augusto Ferrer-Dalmau Nieto, родился 20 января 1964 года) — испанский художник-гиперреалист, специализирующийся на исторических военных картинах, изображающих различные эпохи испанских вооруженных сил через «гиперреалистичный натурализм». 11 января 2022 года он представил Фонд Феррера-Дальмау с целью продвижения оборонной культуры через историю и искусство.

## Биография

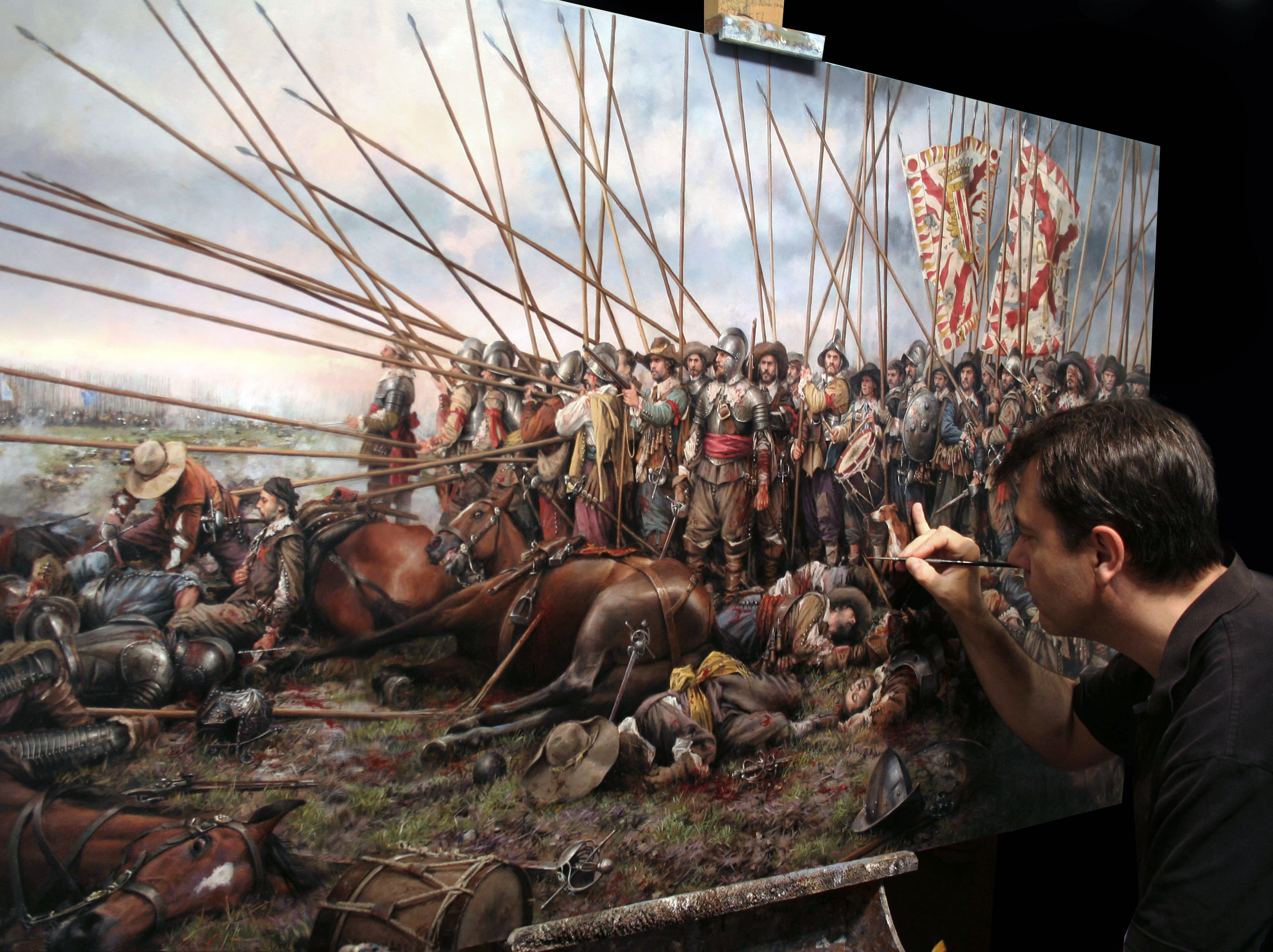
Феррер Далмау рисует эпизод битвы при Рокруа 1643 г.

Родился в Барселоне в семье представителей каталонской буржуазии, связанной с карлизмом (он является внучатым племянником карлистского журналиста и историка Мельчора Феррера Далмау). Учился в иезуитском колледже Сан-Игнасио в Саррии.
В конце 1980-х работал дизайнером по текстилю в различных фирмах, всегда сохраняя свою страсть к масляной живописи. Его призвание к военному делу и истории также побудило его рисовать этот предмет с самого раннего возраста и написать на эту тему книгу «Batallón Román», хотя его первыми работами самоучки были пейзажи, особенно морские.
Позже, вдохновленный работами Антонио Лопеса Гарсиа, сосредоточился на городской среде и запечатлел на своих полотнах исторические места родной Барселоны. Выставлялся в художественных галереях, получая хорошие отзывы, и его работы вскоре приобрели популярность. Репродукции их собраны в монографии самого автора и в нескольких обзорных трудах о современном искусстве.
В конце 1990-х годах решил специализироваться на военно-исторической теме и начал создавать холсты, в которых пейзаж смешивался с военными эпизодами с участием пехотинцев и кавалерии.

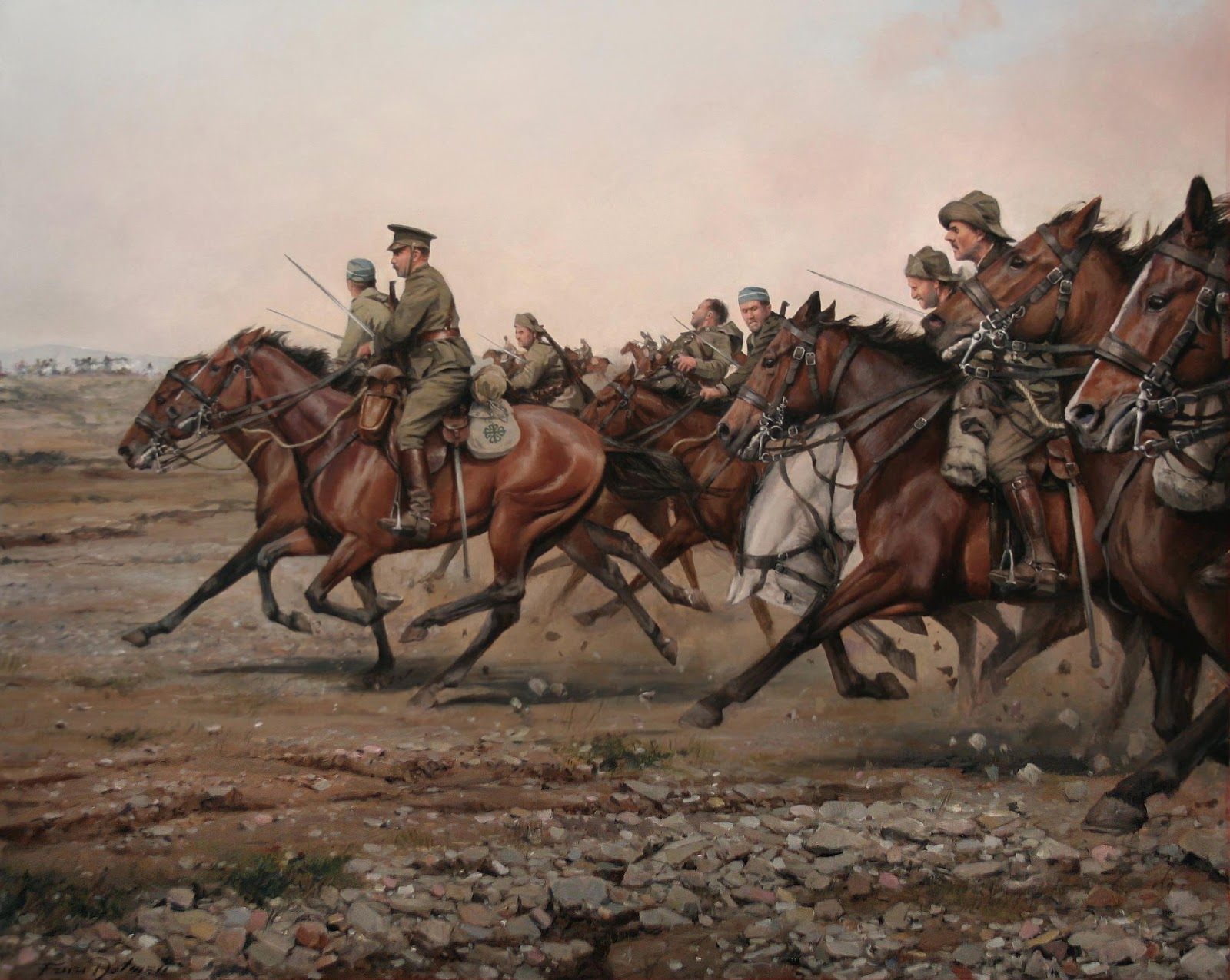
Carga del río Igan por el Regimiento Alcántara (2013).

Проживая с 2010 года в Мадриде, сотрудничал с различными издательствами, учреждениями и ассоциациями, а также организациями, специализирующимися в воссоздании военной истории Испании. Изданы его монографии по современной живописи. Как человек, приверженный культуре и искусству, основал собственный журнал «Ferrer-Dalmau Magazine» (FD), в котором старается рассматривать испанскую историю преимущественно в художественном и социальном аспектах. Распространением его работ руководит компания «Historical Outline», а его иллюстрации украшают страницу многих исторических книг и журналов.
Неоднократно находился в зоне боевых действий, в частности, во время военных конфликтов в Афганистане, Ираке, Сирии, Мали и Ливане, делая там заметки и зарисовки, в 2012 и 2014 годах находился с испанскими войсками ISAF в провинции Гильменд. Делился своим опытом рисования и написания картин с контингентом ASPFOR XXXI, обученным на базе парашютной бригады, в Кала-и-Нау и на боевой заставе Рикеттс (COP) в Мокуре. Стал первым испанским художником, отправившимся в зарубежную командировку для сотрудничества с Министерством обороны, использовав опыт других армий мира, где служили военные художники, в частности, Корпуса морской пехоты США, располагающего сегодня тремя официальными художниками, один из которых, Майкл Д. Фэй, является президентом «Международного общества военных художников», членом которого является сам Феррер-Далмау.
Свою известную работу «Патруль (La Patrulla)» Феррер-Далмау посвятил испанским солдатам. В мае 2016 года он рисовал испанские войска, участвовавшие в миссии в Ливане, в апреле 2018 года находился с испанской армией в «Учебной миссии Европейского Союза в Мали» (EUTM-Mali), в сентябре 2018 года — в Алеппо (Сирия) с военнослужащими Российской Федерации, а в ноябре 2019 года делал зарисовки испанских войск в Ираке.

## Художественные выставки

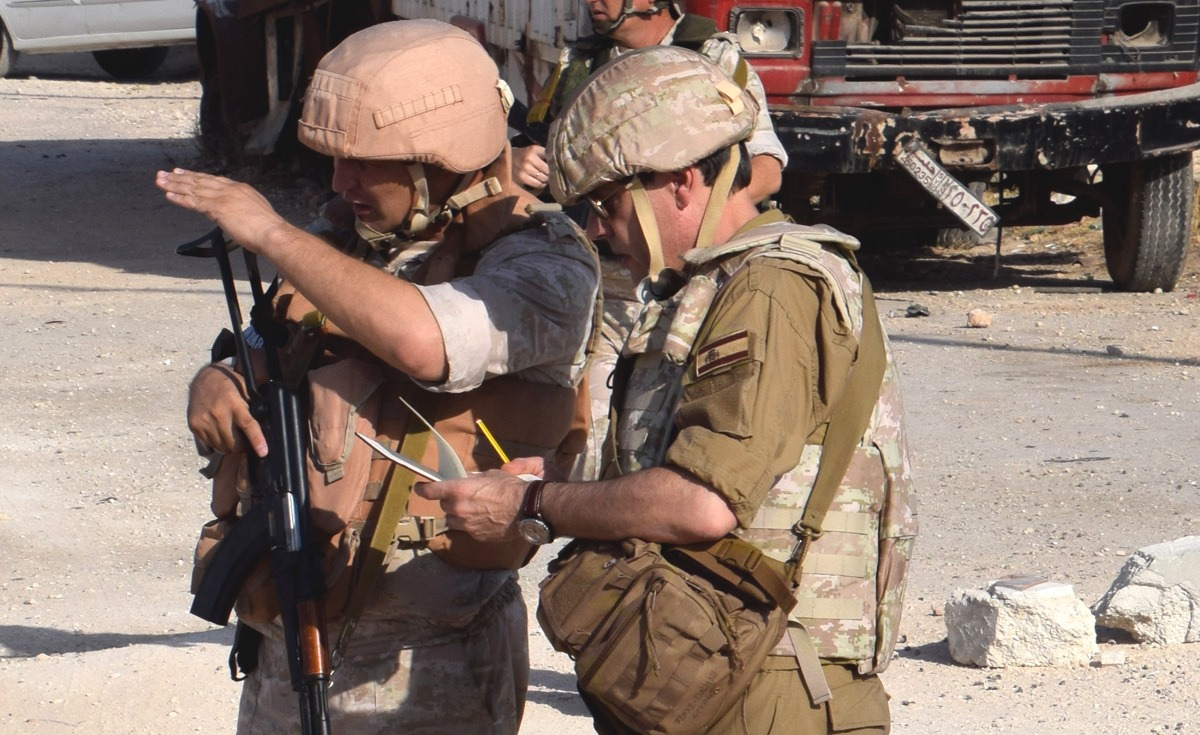
Феррер Далмау в Алеппо (Сирия) в составе российской армии.

Помимо частных коллекций, его работы можно увидеть в разных музеях, таких как Музей Королевской гвардии (Королевский дворец Эль-Пардо, Мадрид), Музей армии, Музей Генеральной военной академии (Сарагоса), Военно — морской музей в Мадриде, Музей Intendance (Avila), военно — морская академия Marín (Понтеведра) и Музей современного искусства Республики Грузии, также можно увидеть в Королевском дворце в Вальядолиде.
На протяжении своей профессиональной карьеры он провел индивидуальные выставки в частных галереях Барселоны, Мадрида, Лондона, Парижа и Нью-Йорка а также в институциональных центрах, таких как:
- Музей армии Толедо[23][24].
- Паласио-де-Капитания[25][26][27][28].
- Королевский дворец Вальядолид[29][30].
- Дворец аудиенций в Сории[31].
- Museo Provincial de Pontevedra[32].
- Замок Сан-Ферран в Фигерасе.
- Мадридский дворец Буэнависта[33].

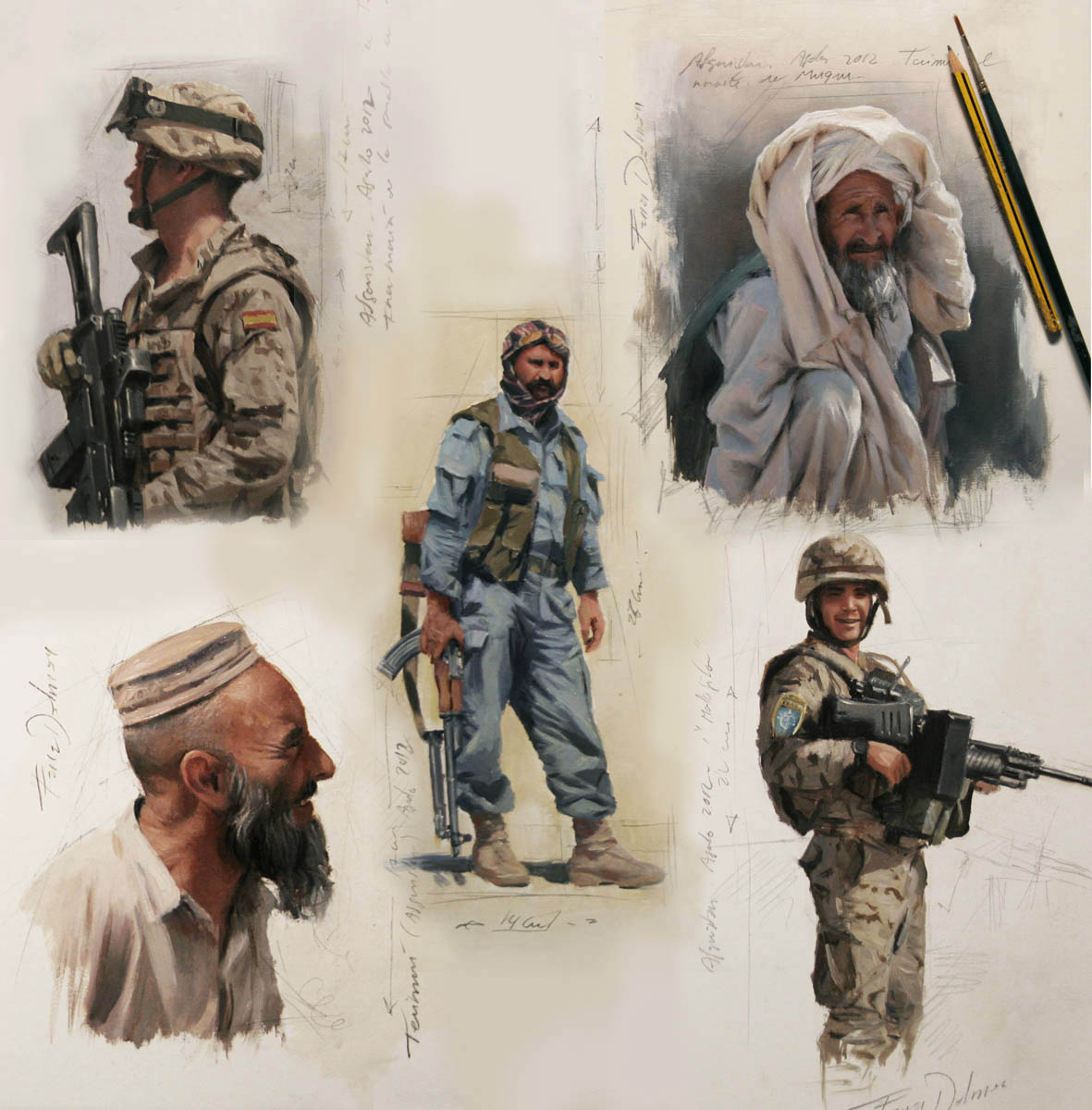
Эскизы, сделанные художником в Афганистане в августе 2012 года.

- Дворец капитана Канарских островов на Тенерифе[34][35].
- Военный дворец Лас-Пальмас-де-Гран-Канария[36].
- Замок Санта-Каталина в Кадисе[37].
- Дворец капитана Барселоны[38][39][40][41][42].
- Паласио-де-лос-Консехос в Мадриде[43][44][45].
- Провинциальный дворец Аликанте[46].
- Ратуша Вальядолида[47][48].
- Дворец Мирамар (Сан-Себастьян)[49].
- Римский музей Иассо из Ируна[50].
- Дворец капитана Ла-Корунья[51].
- Дворец Сигуэньяс Касерес[52].
- Культурный центр Амайи (Ирун)[53].
- Международная конференция по обороне и безопасности (Грузия)[54].
- Выставка Camino Español в Страсбурге, Брюсселе, Безансоне и Бреде[55].
- Генеральное командование Сеуты.
- Ораторское искусство Сан-Фелипе Нери из Кордовы[56].
- Музей битвы (Байлен)[57].
- Консисториальный дом Вальядолида[58].
- Дворец капитана Бадахоса[59].
- Культурный центр Сант-Агустин в Эль-Бурго-де-Осма.
- Дом Америки (Мадрид)[60].
- Дворец капитана Бургоса[61].
- Болдукская церковь (Голландия)[62].
- Дворец Святой Варвары (Мадрид)[63].
- Санта-Мария-ла-Рика-де-Алькала-де-Энарес[64].
- Башня Ибердрола в Бильбао[65].

## Почести

### Национальные награды

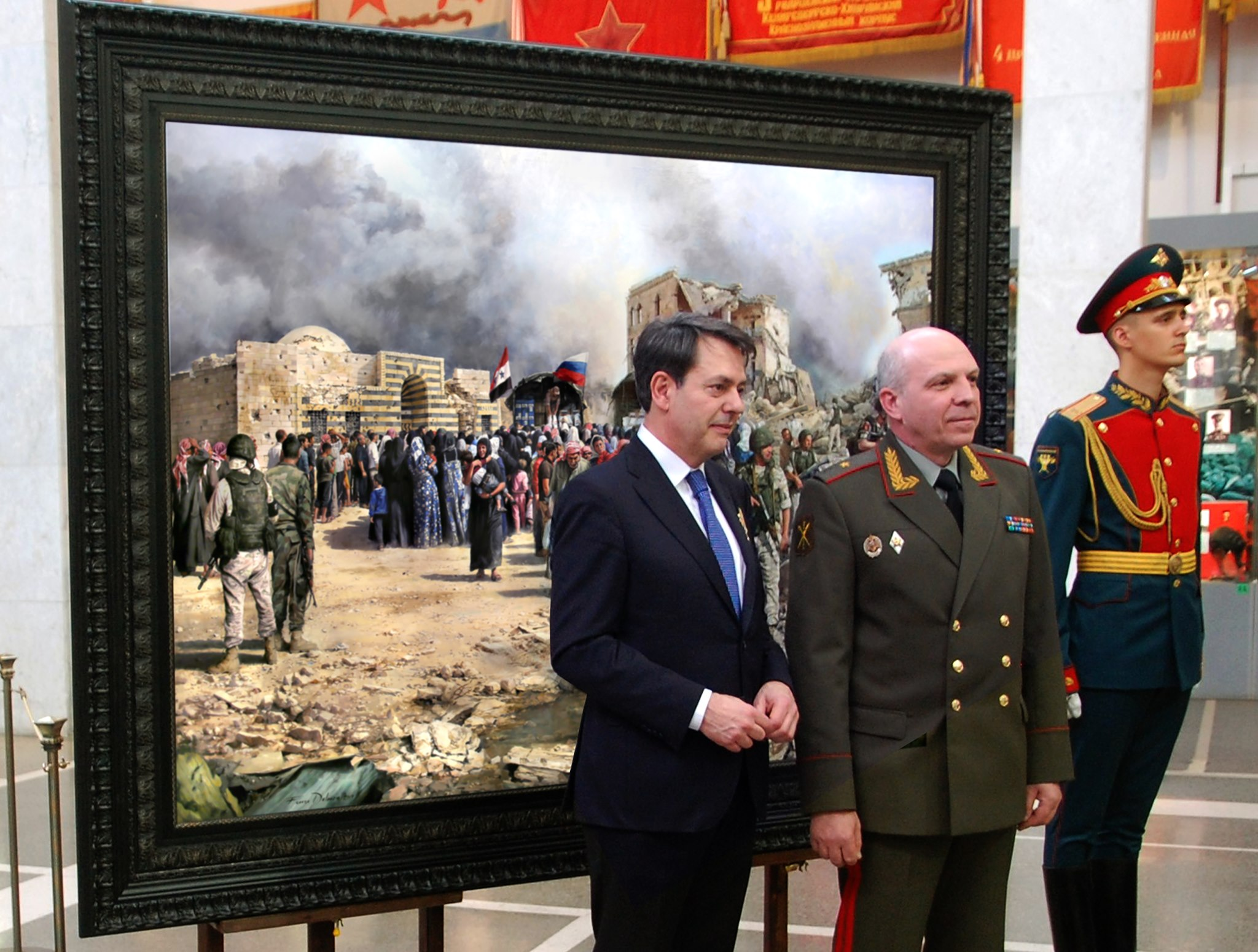
Генерал-майор Виктор Мисковец и испанский художник Аугусто Феррер-Далмау, 2019

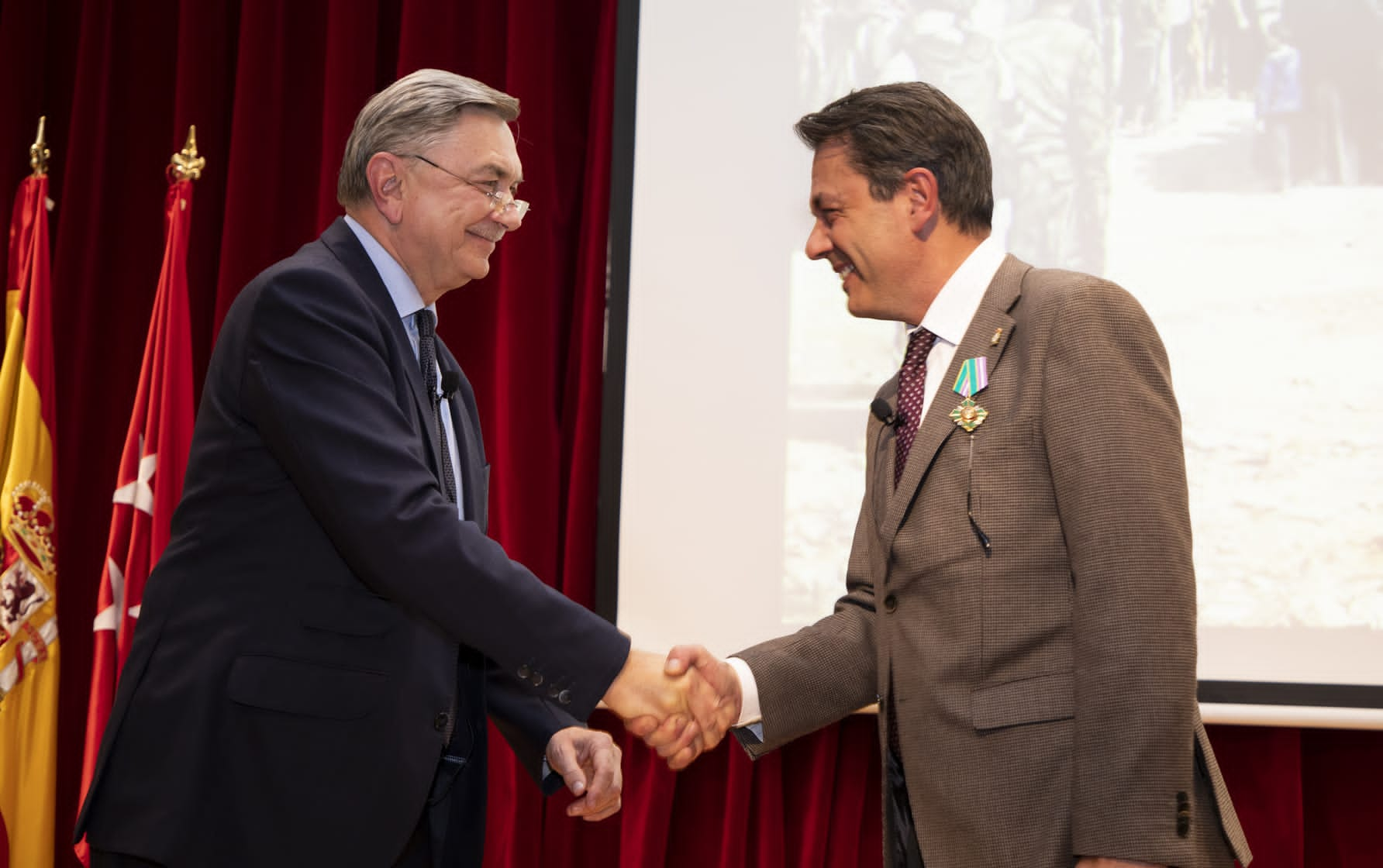
Посол России Юрий Корчагин в Испании и Аугусто Феррер-Дальмау, медаль за международное сотрудничество

- Академик Королевской академии изящных искусств Санта-Исабель-де-Хунрия (Севилья).[66]
- Академик Королевской академии наук, литературы и искусства Святого Ромуальдо (Кадис).[67][68][69]
- Академик Академии военных искусств и наук.[70]
- Кавалер ордена Изабеллы Католической по номеру.[71][72]
- Кавалер Большого креста ордена «За заслуги перед флотом» (с белым орнаментом).[73]
- Кавалер Большого креста ордена «За боевые заслуги» (с белым орденом).[74]
- Кавалер ордена «За гражданские заслуги».[75]
- Серебряный крест ордена «За заслуги перед Корпусом гражданской гвардии».[76][77]Посол России Юрий Корчагин в Испании и Аугусто Феррер-Дальмау, медаль за международное сотрудничество
- Крест ордена «За заслуги перед флотом» (с белым орнаментом).[78]
- Крест ордена «За заслуги перед милицией» (с белым орнаментом).
- Медаль «За заслуги перед гражданской защитой» (с белым орнаментом).[79][80]
- Медаль 100 ° Девы дель Пилар как покровитель Гражданской гвардии.
- Почетный магистр рыцарства Сан-Фернандо.[81][82]
- Большой крест Императорского ордена Карла V.[83]
- Почетный гражданин гвардии.[84][85][86]

### Иностранные награды
- Медаль «За международное сотрудничество» Министерства иностранных дел.[87] ()
- Медаль «За заслуги в борьбе с международным терроризмом».[88] ()
- Медаль «За международное сотрудничество» Минобороны.[89] ()
- Медаль НАТО Международным силам содействия безопасности.[90] ()
- Гранд Стар Серж Лазарев. ().
- Медаль генерала Квинитадзе.[91][92] ()

## Галерея

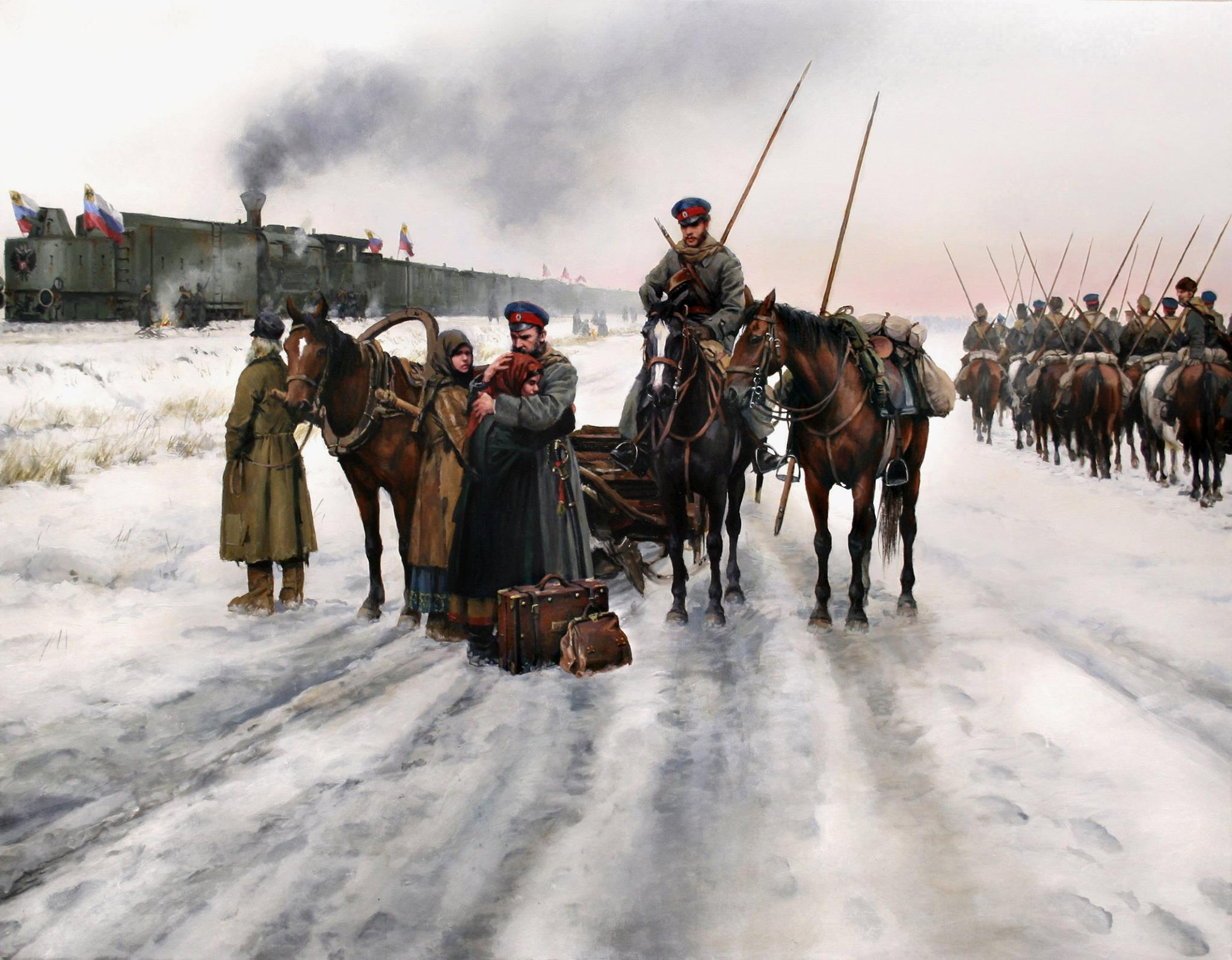
Отправление казаков на войну (2017).
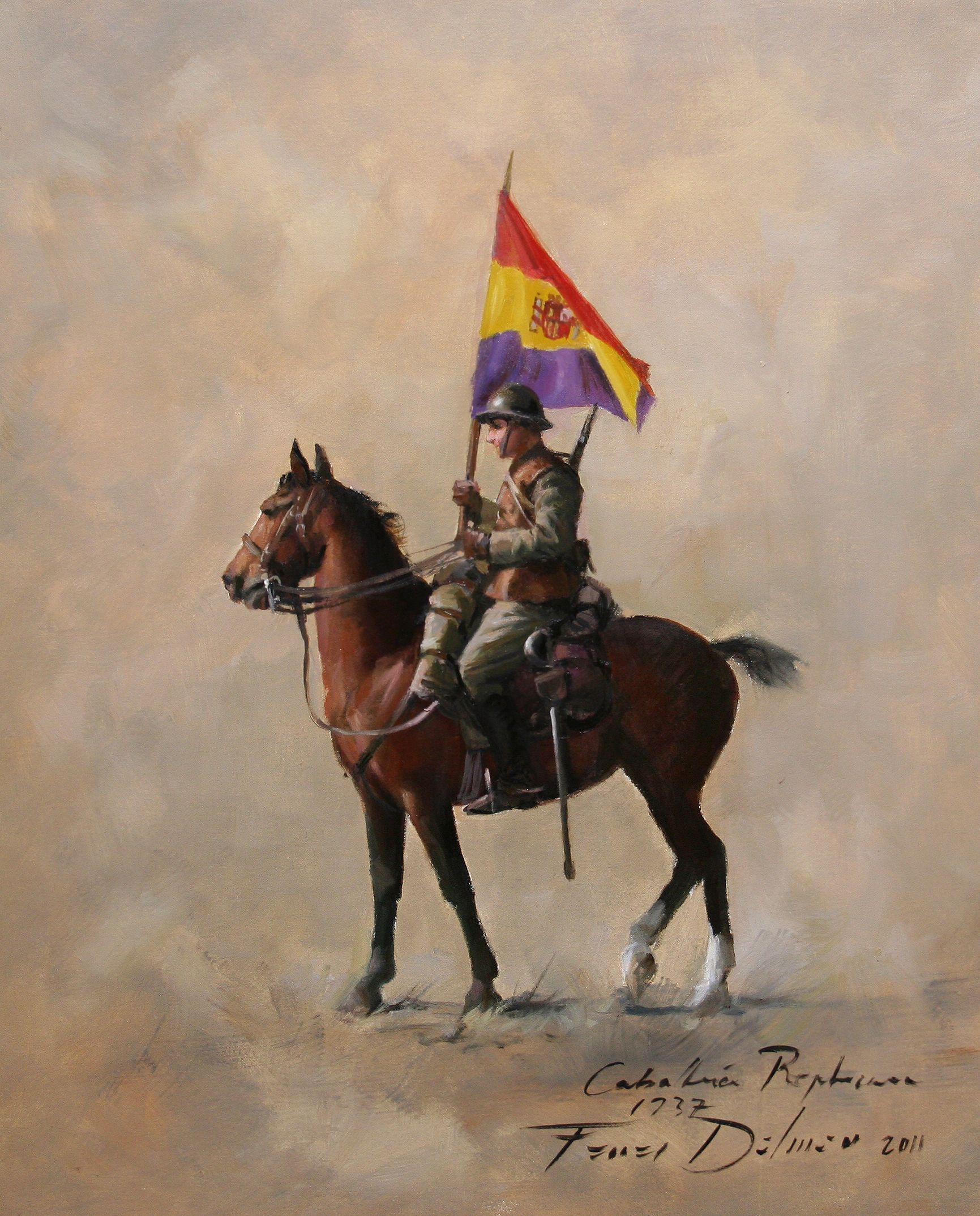
Республиканская кавалерия 1937 года.
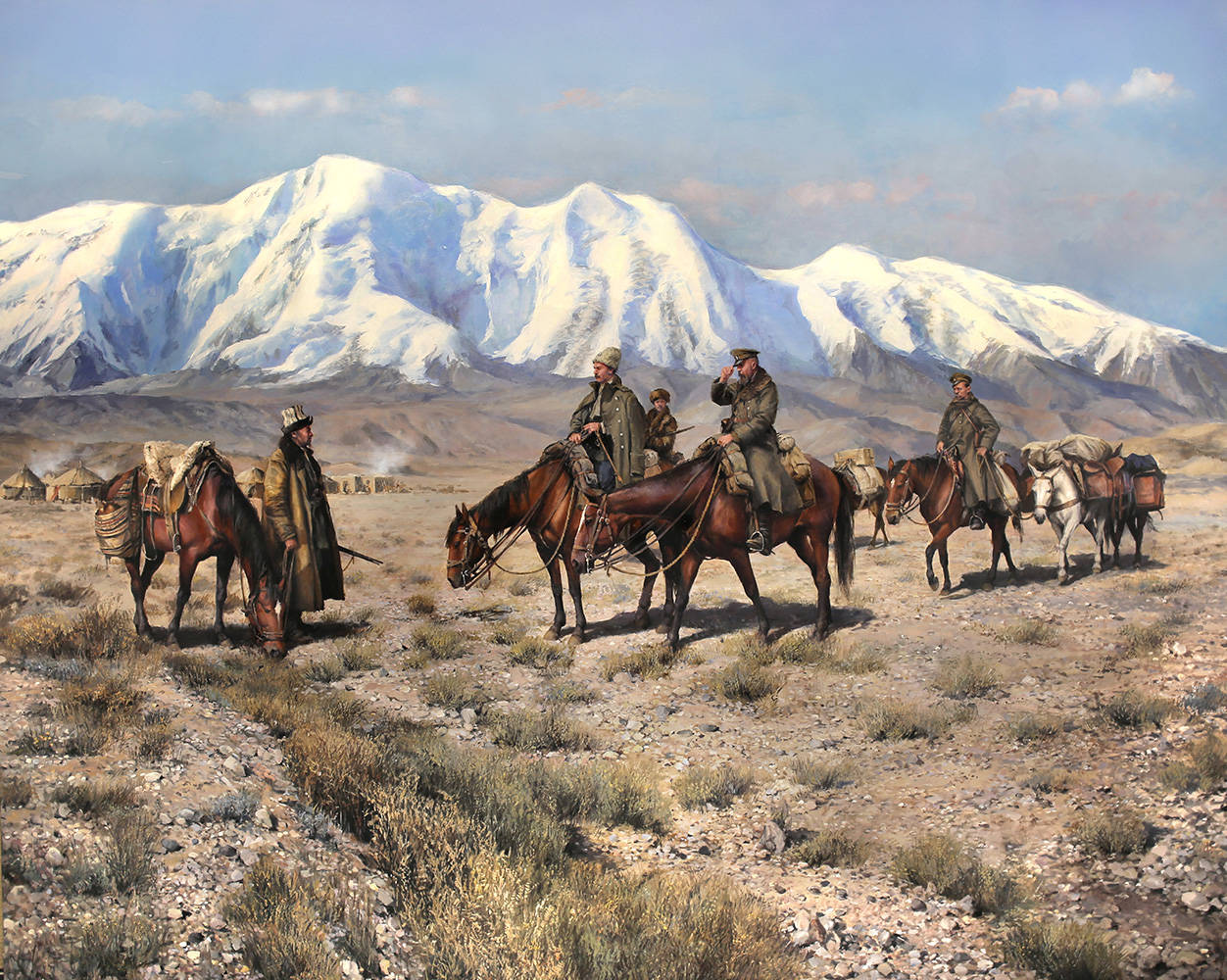
Центральноазиатская экспедиция Маннергейма (2018).
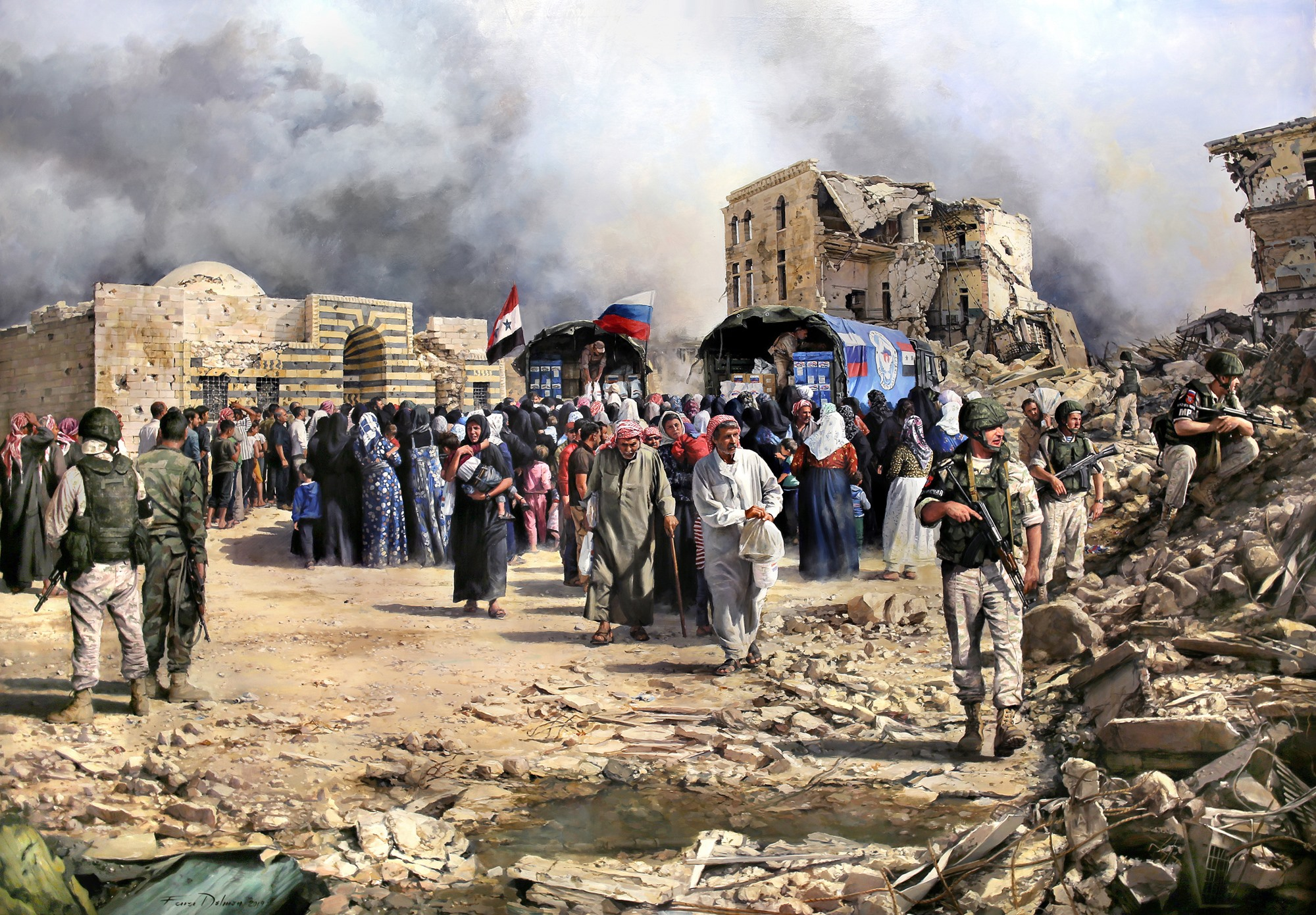
Alepo, La ayuda ha llegado (2019).
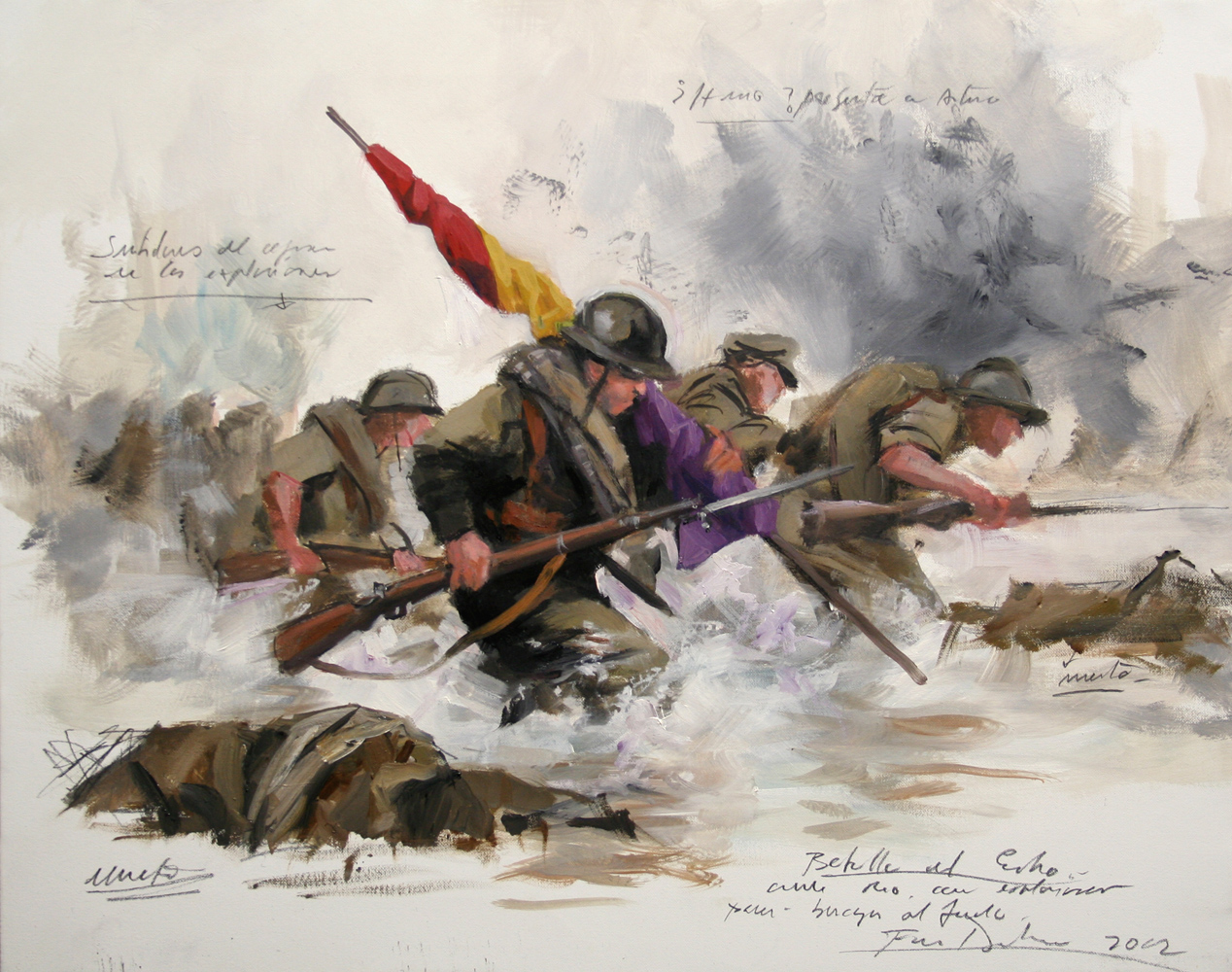
Битва на Эбро(2012).
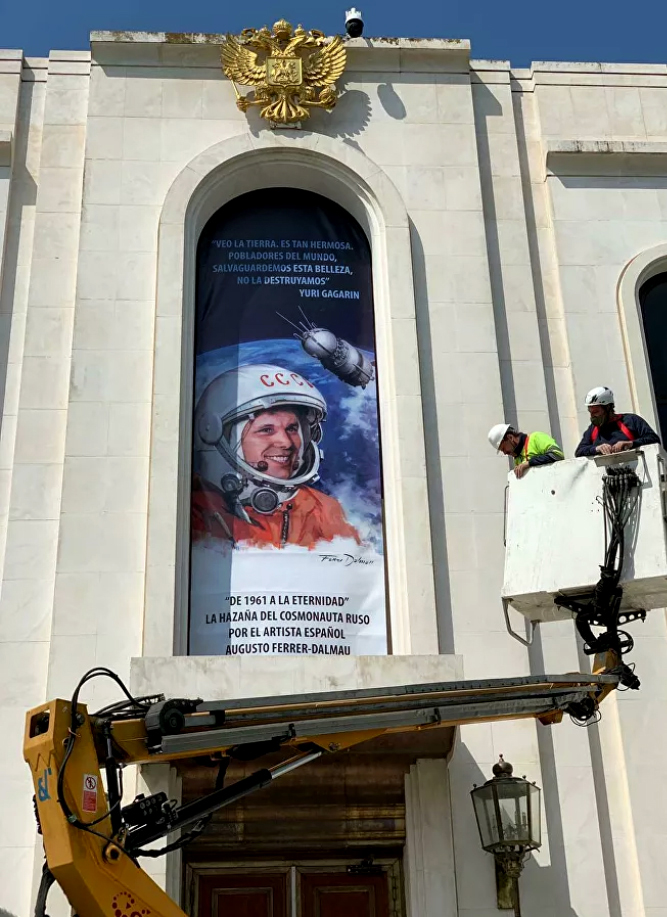
Портрет Гагарина в посольстве Российской Федерации в Мадриде(2021).